# Laelia
Laelia – rodzaj roślin z rodziny storczykowatych (Orchidaceae). Obejmuje 24 gatunki oraz 5 hybryd występujących w Ameryce Południowej i Środkowej w takich krajach i regionach jak: Belize, Boliwia, Brazylia, Kolumbia, Kostaryka, Kuba, Ekwador, Salwador, Gujana Francuska, Gwatemala, Gujana, Honduras, Jamajka, Meksyk, Nikaragua, Panama, Peru, Surinam, Trynidad i Tobago, Wenezuela.

## Systematyka
Rodzaj sklasyfikowany do podplemienia Laeliinae w plemieniu Epidendreae, podrodzina epidendronowe (Epidendroideae), rodzina storczykowate (Orchidaceae), rząd szparagowce (Asparagales) w obrębie roślin jednoliściennych.
Wykaz gatunków
- Laelia albida Bateman ex Lindl.
- Laelia anceps Lindl.
- Laelia aurea A.V.Navarro
- Laelia autumnalis (Lex.) Lindl.
- Laelia colombiana J.M.H.Shaw
- Laelia elata (Schltr.) J.M.H.Shaw
- Laelia eyermaniana Rchb.f.
- Laelia furfuracea Lindl.
- Laelia gloriosa (Rchb.f.) L.O.Williams
- Laelia halbingeriana Salazar & Soto Arenas
- Laelia heidii (Carnevali) Van den Berg & M.W.Chase
- Laelia lueddemannii (Prill.) L.O.Williams
- Laelia lyonsii (Lindl.) L.O.Williams
- Laelia marginata (Lindl.) L.O.Williams
- Laelia moyobambae (Schltr.) C.Schweinf.
- Laelia perezgarciae (Archila & Szlach.) Cetzal & Carnevali
- Laelia rosea (Linden ex Lindl.) C.Schweinf.
- Laelia rubescens Lindl.
- Laelia schultzei (Schltr.) J.M.H.Shaw
- Laelia speciosa (Kunth) Schltr.
- Laelia splendida (Schltr.) L.O.Williams
- Laelia superbiens Lindl.
- Laelia undulata (Lindl.) L.O.Williams
- Laelia weberbaueriana (Kraenzl.) C.Schweinf.

Wykaz hybrydy
- Laelia × crawshayana Rchb.f. Rchb.f.
- Laelia × gouldiana Rchb.f. Rchb.f.
- Laelia × meavei Cetzal & Pérez-García Cetzal & Pérez-García
- Laelia × oaxacana Salazar & R.Jiménez Salazar & R.Jiménez
- Laelia × tlaxiacoensis Solano & Cruz-García Solano & Cruz-García